# Amtsgericht Templin

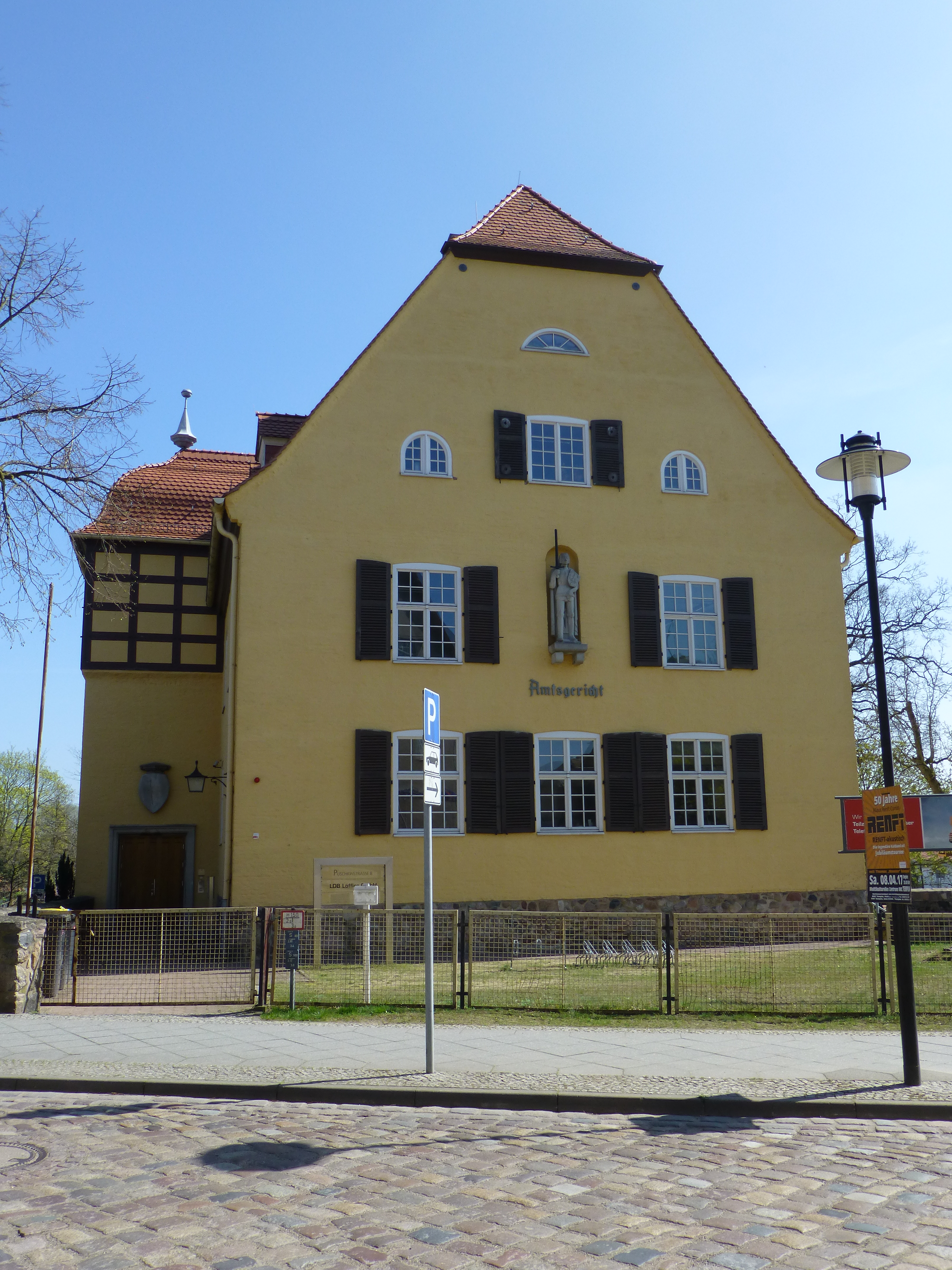
Ehem. Amtsgerichtsgebäude (2017)

Das Amtsgericht Templin war ein preußisches Amtsgericht mit Sitz in Templin, Provinz Brandenburg.

## Geschichte
Seit 1849 bestanden in Preußen Kreisgerichte. Das Kreisgericht Templin war dem Kammergericht nachgeordnet. Im Rahmen der Reichsjustizgesetze wurden diese Gerichte 1879 aufgehoben. Das königlich preußische Amtsgericht Templin wurde mit Wirkung zum 1. Oktober 1879 als eines von zwölf Amtsgerichten im Bezirk des Landgerichtes Prenzlau im Bezirk des Kammergerichtes gebildet. Der Sitz des Gerichts war die Stadt Templin. Sein Gerichtsbezirk umfasste den Landkreis Templin ohne die Teile, die den Amtsgerichten Lychen, Prenzlau und Zehdenick zugeordnet waren. Am Gericht bestanden 1880 zwei Richterstellen. Das Amtsgericht war damit ein mittelgroßes Amtsgericht im Landgerichtsbezirk. Gerichtstage wurden in Boitzenburg und Gerswalde gehalten.
Im Jahre 1945 wurde das Amtsgericht Templin dem Landgericht Eberswalde zugeordnet. Zum 1. Juli 1951 wurde das Amtsgericht Zehdenick in eine Zweigstelle des Amtsgerichts Templin umgewandelt. In der DDR wurden 1952 die Amtsgerichte und damit auch das Amtsgericht Templin aufgehoben und Kreisgerichte, darunter das Kreisgericht Templin für den Kreis Templin, gebildet. Nach der Wiedervereinigung Deutschlands wurde 1993 die Gerichtsorganisation in Amtsgerichten wieder hergestellt. Das Kreisgericht Templin wurde jedoch mit dem Gesetz über die Neugliederung der Kreisgerichtsbezirke im Land Brandenburg (Brandenburgisches Kreisgerichtsbezirksgesetz – BbgKrGBG) vom 8. Dezember 1992 aufgehoben und nicht als Amtsgericht wieder eröffnet.

## Gerichtsgebäude
Das Amtsgerichtsgebäude mit der Adresse Puschkinstraße 8 steht als Baudenkmal unter Denkmalschutz.

## Bekannte Fälle
- Ende Januar 1887 wurde Wilhelm Voigt, der spätere „Hauptmann von Köpenick“, auf der Poststelle Angermünde wegen Urkundenfälschung verhaftet und verbrachte einen Tag dort im Gefängnis.